# 1544

## Vědy a umění
- 10. listopadu – Vlámský malíř Jan Matsys je vyhnán z Antverp pro svoje odlišné náboženské přesvědčení
- Vychází slavná krejčovská příručka H. Niedermayera: „Schneidermeisterbuch“.

## Narození
Česko
- 19. července – Martin Špetle z Třibřich a Ostřešan, český diplomat († 13. října 1623)

Svět
- 19. ledna – František II. Francouzský, francouzský král († 5. prosince 1560)
- 11. března – Torquato Tasso, italský barokní básník († 25. dubna 1595)
- 20. dubna – Renata Lotrinská, bavorská vévodkyně († 22. května 1602)
- 24. května – William Gilbert, anglický lékař a vědec († 1603)
- 23. prosince – Anna Saská, manželka nizozemského místodržitele Viléma I. Oranžského († 18. prosince 1577)
- ? – Terumune Date, japonský vládce († 29. listopadu 1585)
- ? – Masajuki Sanada, japonský válečník († 1608)
- ? – Marie Temrjukovna, ruská carevna, druhá manželka Ivana IV. Hrozného († 1. září 1569)
- ? – Şah Sultan, osmanská princezna, dcera sultána Selima II. a jeho oficiální manželky Nurbanu Sultan († 1602)
- ? – Gevherhan Sultan, osmanská princezna, dcera sultána Selima II. a jeho konkubíny Selimiye Sultan († 1604)
- ? – Ismihan Sultan, osmanská princezna, dcera sultána Selima II. a jeho manželky Nurbanu Sultan († 7. srpna 1585)
- ? – Zsigmond Rákóczi, sedmihradský panovník († 5. prosince 1608)

## Úmrtí
- 4. dubna – Ruy Lopez de Villalobos, španělský mořeplavec a objevitel (* 1500)
- 12. dubna – Balthasar Resinarius, německý skladatel církevní hudby (* 1486)
- 14. června – Antonín Lotrinský, lotrinský vévoda (* 4. června 1489)
- 12. září – Clément Marot, francouzský renesanční básník (* 23. listopadu 1496)
- 9. prosince – Teofilo Folengo, italský básník (* 8. listopadu 1491 nebo 1496)
- ? (nebo 1549) – Jean Alphonse, francouzský mořeplavec (*1484)
- ? – Čchen Čchun, čínský malíř a kaligraf (* 1483)
- ? – Pedro Damiano, portugalský šachový mistr (* 1480)
- ? – Wang Tching-siang, čínský konfuciánský filozof a spisovatel (* 1474)
- ? –  Alberto Accarisi, italský gramatik (* 1497)

## Hlavy států
- České království – Ferdinand I.
- Svatá říše římská – Karel V.
- Papež – Pavel III.
- Anglické království – Jindřich VIII. Tudor
- Francouzské království – František I.
- Polské království – Zikmund I. Starý
- Uherské království – Ferdinand I.
- Španělské království – Karel V.
- Burgundské vévodství – Karel V.
- Osmanská říše – Sulejman I.
- Perská říše – Tahmásp I.